# پست ۸۹۹۰۳
سیارک ۸۹۹۰۳ (به انگلیسی: 89903 Post، نامگذاری:2002DL3) هشتاد و نه هزار و نهصد و سومین سیارک کشف شده‌است که در ۲۰ فوریه ۲۰۰۲ کشف شد.